# Vertegenwoordiging
Vertegenwoordiging is een rechtsfiguur en leerstuk uit het privaatrecht waarbij een (rechts)persoon, de vertegenwoordiger,  rechtshandelingen namens een ander bevoegd mag verrichten waarbij niet de handelende persoon zelf, maar de ander, de vertegenwoordigde, juridisch aan de rechtshandeling is gebonden. Bij het sluiten van een overeenkomst kan aan beide kanten worden vertegenwoordigd, dus bijvoorbeeld zowel aan de kant van de koper als verkoper. Vertegenwoordiging speelt op veel rechtsgebieden een rol.
Bij directe vertegenwoordiging of onmiddellijke vertegenwoordiging, wordt gehandeld op naam en voor rekening van de vertegenwoordigde, er wordt hierbij gebruikgemaakt van de fictie dat de vertegenwoordiger de rechtshandeling heeft verricht en de vertegenwoordiger er tussenuit valt. Niet de vertegenwoordiger, maar de achterman zelf wordt partij bij de overeenkomst. Voor een fout van de vertegenwoordiger is in beginsel de vertegenwoordigde aansprakelijk. Dit wordt de eigenlijke vertegenwoordiging genoemd.
Bij indirecte vertegenwoordiging of middellijke vertegenwoordiging, handelt de vertegenwoordiger op eigen naam, maar op rekening van de vertegenwoordigde. 

## Nederland
In het Nederlands privaatrecht zijn de twee hoofdvormen van vertegenwoordiging, volmacht, ook machtiging genoemd, en lastgeving. Bij volmacht is de gevolmachtigde bevoegd gemaakt door volmachtgever om voor de volmachtgever rechtshandelingen te verrichten. Lastgeving heeft het karakter van een opdracht, de lasthebber heeft een verplichting te handelen. Voor de bevoegdheden van de vertegenwoordiger gelden de algemene regels van de wet en de persoonlijke regels gegeven in de volmacht of last. In de wet is alleen de directe, onmiddellijke of eigenlijke vertegenwoordiging geregeld.
Voorts bestaan in het erfrecht de uiterste wilsbeschikkingen executeurs en testamentair bewind, waarbij een erflater bij testament vertegenwoordiging van de erfgenamen door een derde bij het beheer van de nalatenschap kan instellen.
Ten slotte zijn er verspreid in verschillende wetten verschillende rechtsfiguren te vinden waarbij vertegenwoordiging een hoofdrol speelt, zoals bij het ouderlijk gezag, de voogdij, het huwelijksvermogensrecht, beschermingsbewind, het beheer van een gemeenschap, de curatele, surseance van betaling, het faillissement de vereffening of het rechtspersonen- en vennootschapsrecht. Het doel, de regels en daarmee grenzen van de vertegenwoordiging, verschillen sterk.
Een handeling wordt onmiddellijke vertegenwoordiging genoemd wanneer de gevolmachtigde heeft aangegeven als vertegenwoordiger op te treden. Dat is de normale vertegenwoordiging die in de wet is geregeld. HR 2-4-1993 Het komt echter ook voor dat iemand dit niet vermeldt, voor deze situatie is het begrip 'middellijke vertegenwoordiging' ontwikkeld.
Vertegenwoordiging is niet beperkt tot rechtshandelingen, ook een onrechtmatige daad zou kunnen worden toegerekend aan de vertegenwoordigde.

### Volmacht
Vertegenwoordiging op basis van volmacht is geregeld in Boek 3, Titel 3 van het Burgerlijk Wetboek, de artikelen 3:60 tot en met 3:79. Volgens de wet is volmacht de bevoegdheid die een volmachtgever verleent aan een ander, de gevolmachtigde, om in zijn naam rechtshandelingen te verrichten. Uitgangspunt is dat, als er geen bevoegdheid is om rechtshandelingen in naam van de ander te verrichten, de ander niet wordt gebonden. Is de volmacht voor een bepaald doel gegeven, strekt de volmacht zich uit tot alle daden van beheer en van beschikking die dienstig kunnen zijn aan het bereiken van dit doel (art. 3:62 lid 2 BW). De wet bepaalt dat als een vertegenwoordiger tegenover een derde zegt dat er vertegenwoordigingsbevoegdheid krachtens volmacht bestaat, de derde daarvan direct bewijs mag vragen, en dat door de vertegenwoordiger geleverd moet worden. Als twijfel opkomt is het verstandig rechtstreeks contact met de vermoedelijke volmachtgever op te nemen.
De volmacht kan beëindigd worden door een gebeurtenis als overlijden, ondercuratelestelling, faillissement of bij schuldsanering van volmachtgever of gevolmachtigde. Daarnaast kan de volmachtgever de volmacht herroepen (intrekken) en kan de gevolmachtigde de volmacht opzeggen.

### Lastgeving
Lastgeving is volgens de wet de overeenkomst van opdracht waarbij de ene partij, de lasthebber, zich jegens de andere partij, de lastgever, verbindt voor rekening van de lastgever een of meer rechtshandelingen te verrichten. De lasthebber is verplicht de opgedragen handeling(en) te verrichten. Lastgeving is geregeld in Boek 7, Bijzondere overeenkomsten, Titel 2, Opdracht, Afdeling 2 BW (artt. 414 - 424). Het heeft meer het karakter van opdracht dan van vertegenwoordiging, reden waarom de volmacht vaak 'echte vertegenwoordiging' wordt genoemd. 

### Testament
Het Nederlands erfrecht kent twee uiterste wilsbeschikkingen die het mogelijk maken dat een persoon bij leven kan beschikken dat de erfgenamen van zijn nalatenschap bij overlijden worden vertegenwoordigd door een of meer van de erfgenamen of door een derde. Dat zijn de uiterste wilsbeschikkingen 'Executeurs' en 'Testamentair bewind'.  Dit is een aan de beginselen van het Nederlands recht vreemde rechtsfiguur omdat bij overlijden alle rechten en verplichtingen van de overledene op de erfgenamen overgaan en zij vanaf dat moment van rechtswege vrij over de nalatenschap mogen beschikken, daaronder het nemen van de  beslissing zich te laten vertegenwoordigen of niet. De testateur stelt in feite dus voor anderen dwangvertegenwoordiging in, zonder rechterlijke tussenkomst.

### Onbevoegde vertegenwoordiging
Gaat een vertegenwoordiger de bevoegdheden uit wet en volmacht, last of uiterste wilsbeschikking te buiten, is sprake van onbevoegde vertegenwoordiging en is de vraag of de vertegenwoordigde aan de handelingen gebonden is. Hierop is in de regel geen algemeen antwoord te geven, het hangt meestal af van de omstandigheden van het geval. Een van die omstandigheden is of de vertegenwoordiger zich heeft voorgedaan alsof hij bevoegd was tot vertegenwoordiging, de zogenaamde schijnvertegenwoordiging. Bijvoorbeeld door in een overeenkomst met eigen naam te ondertekenen, maar de gegevens van een andere (rechts)persoon te vermelden.
Een onbevoegde vertegenwoordigingshandeling kan achteraf alsnog worden goedgekeurd door de vertegenwoordigde, als rechtshandeling van vertegenwoordigde tegenover de wederpartij, dat kan vormvrij. De overeenkomst verkrijgt daardoor alsnog rechtsgeldigheid.

### Derdenwerking
Een andere rechtsvraag is of derden hadden moeten of kunnen weten dat buiten de vertegenwoordigingsbevoegdheid werd gehandeld, en wat dat in beide gevallen voor de geldigheid van de overeenkomst en de rechtsgevolgen betekent, het leerstuk van de derdenwerking.